# Apollinaris Patera
Apollinaris Patera je štítová sopka na povrchu Marsu, která se nachází na severní polokouli poblíž rovníku jihovýchodním směrem od štítové sopky Elysium Mons na planině Elysium Planitia severně od kráteru Gusev.

## Charakteristika
Velikost základny je 296 kilometrů (jiné zdroje uvádějí velikost základny 180 × 280 kilometrů). Na vrcholku sopky je mělký kráter s nepravidelným okrajem, u kterého se předpokládá vznik spojený s explozivním vulkanismem. Vyjma projevů exploze, se zde nachází i výlevný vulkanismus, který vytvořil rozsáhlou výlevnou plošinu v převažujícím jižním až jihovýchodním směru. Vzhled vulkánu naznačuje, že explozivní erupce jsou staršího data a že výlevný vulkanismus následoval až po explozi vulkánu (spodní hesperian či pozdní noachian). V západní části sopky jsou viditelné projevy skluzů, které napovídají, že zdejší materiál je tvořen sopečným popelem.
Stáří sopky se odhaduje na 3 miliardy let či více než 3,5 miliardy let. I když se vypíná pouze přibližně 5 kilometrů nad nulovou nadmořskou hladinu Marsu, je vrcholek většinu času zahalen v mracích. Největší kráter nacházející se na vrcholku sopky dosahuje průměru 80,5 kilometrů s největší hloubkou okolo 1 kilometru.
Pojmenován byl v roce 1973 po horkém pramenu nacházející se severozápadně od italského Říma v oblasti Etruria.
Na snímcích je možné pozorovat i vztah magmatismu a ledu vázaného v půdě. Díky uvolněnému teplu z magmatu docházelo k roztání podzemního ledu v regolitu, což vedlo k lokálním záplavám.